# Zentbach
Der Zentbach ist ein knapp neun Kilometer langer, rechter und nordöstlicher Nebenfluss des Mains im  oberfränkischen Markt Mainleus (Landkreis Kulmbach).

## Geographie

### Verlauf
Der Bach entspringt ca. 700 m nördlich von Schimmendorf an der Mühlbergleite. In seinem Verlauf in Richtung Süden durchfließt er die Ortschaften Schimmendorf, Danndorf, Schmeilsdorf und Schwarzach. Nach Unterquerung der Bundesstraße 289 und der Ludwig-Süd-Nord-Bahn mündet er südlich von Fassoldshof in den Main.

### Zuflüsse
- Wadelbach (links)
- Sonderungsbach (links)
- Gaulbach (rechts)
- Varzbrunnergraben (links)
- Fuchsgraben (links)
- Wacholdergraben (links)